# Comunidad de Vida Cristiana
La Comunidad de Vida Cristiana (siglas CVX-CLC, de su nombre en español y en inglés) es una asociación de fieles y  organización no gubernamental (ONG), sin fines de lucro, de la Iglesia Católica, conformada por cristianos laicos e inspirada en el modelo de vida espiritual de Ignacio de Loyola. Por esta razón y por su naturaleza y composición, es considerada una asociación secular de la familia ignaciana. 
Esta organización cuenta con el apoyo de la Compañía de Jesús, y tiene representación en la Organización de Naciones Unidas en aspectos relacionados con desarrollo, comercio mundial, industrialización de recursos naturales, situación de la mujer, población, bienestar social, ciencia y tecnología y prevención del crimen. Tiene derecho de enviar delegados a las reuniones, intervenir en los debates, proponer soluciones y colaborar con el Consejo y con el Secretariado de Naciones Unidas. Adicionalmente, es miembro de la Conferencia de las OIC y en cuanto ONG tiene estatuto consultivo en ECOSOC y en UNICEF.

## Constitución
La Comunidad de Vida Cristiana está regida en los Principios Generales, aprobados en 1971 y revisados en 1990. Desde 2003 en la Asamblea Mundial en Nairobi se concibe bajo el lema: "un cuerpo apostólico para la misión". Los Ejercicios Espirituales de Ignacio de Loyola son la fuente e instrumento característico de su espiritualidad.
La Comunidad de Vida Cristiana fue reconocida formalmente en 1967 durante la 4.ª Asamblea Mundial en Roma –anteriormente se denominaba Congregación Mariana.[cita requerida]
Entre 1967 y 1990 se empleó la denominación «Las Comunidades de Vida Cristiana» pero en la asamblea efectuada en México en 1990 se modificó su nombre al considerarse la CVX a sí misma «[...] un solo cuerpo apostólico que responde a un solo mundo»; de igual forma se renuevan los Principios Generales y se enfocan hacia la realidad de América Latina con una especial opción por los más necesitados.

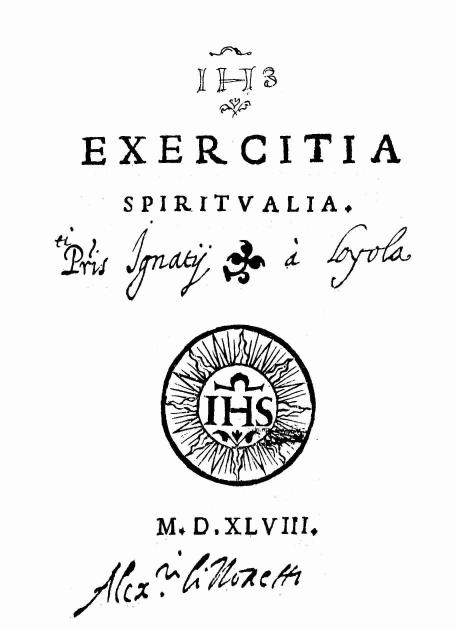
Los Ejercicios Espirituales de San Ignacio de Loyola son la base de la espiritualidad y formación de la CVX-CLC, así como el resto de organizaciones de la familia ignaciana

El 3 de diciembre de 1990 el Consejo Pontificio para los Laicos decretó la erección de la Comunità di Vita Cristiana como asociación internacional de fieles de derecho pontificio.

## Estructura y Presencia Mundial

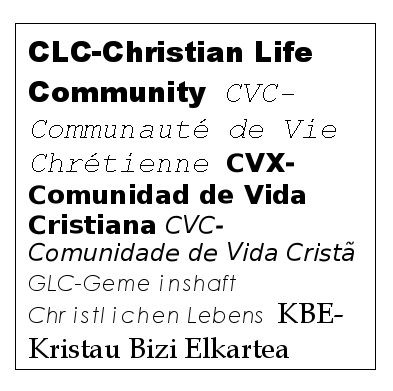
Distintas siglas en el mundo.

Algunas de las estructuras de la Comunidad de Vida Cristiana a nivel mundial y regional son las siguientes:
- El Consejo Ejecutivo Mundial de CVX-CLC (ExCo)
- La Secretaría Mundial de CVX-CLC
- Los Equipos Regionales (África, América, Asia y Oceanía, Europa, Medio Oriente)

Actualmente la Comunidad de Vida Cristiana está presente en 5 continentes y en más de 60 países. En 2008 fueron incluidas oficialmente las Comunidades de Vida Cristiana de Hungría, Cuba y Ruanda y en 2013, se incorporaron Lituania, Guatemala y Botsuana.
La Comunidad Mundial está formada por Comunidades Nacionales que conforman también regiones según lo dispuesto por la Asamblea Mundial para poder facilitar la cooperaciones entre países vecinos.
La Asamblea General es el órgano supremo de gobierno de la Comunidad de Vida Cristiana; el Consejo Ejecutivo es responsable del gobierno ordinario de la Comunidad y tiene un Secretariado para ejecutar sus políticas y decisiones. El Asistente Mundial es nombrado por la Santa Sede e históricamente ha sido el General de la Compañía de Jesús.
La revista Progressio, publicada desde 1968  por el Consejo Ejecutivo, con artículos de diversos lugares del mundo, es la única revista internacional de espiritualidad ignaciana hecha por laicos. En 2013, se ha incluido el archivo digital histórico de Progressio con más de 40 años de publicaciones para celebrar el aniversario 450 de las comunidades laicas ignacianas.

## Asambleas Mundiales
Existen Asambleas Mundiales cada 5 años, donde representantes de las comunidades Nacionales se reúnen para compartir experiencias y revisar o definir el camino a seguir.
- 1967 4.ª Asamblea Mundial en Roma, un nuevo nombre: Comunidades de Vida Cristiana, junto con la aprobación de los Principios Generales que habían de reemplazar a las Reglas Comunes de 1910
- 1968 El Papa Pablo VI confirma, en la fiesta de la Anunciación, los Principios Generales de la Federación Mundial de las Comunidades de Vida Cristiana.
- 1970 5.ª Asamblea Mundial en Santo Domingo, República Dominicana
- 1971 Principios Generales fueron enmendados y aprobados por la Santa Sede
- 1973 6.ª Asamblea Mundial en Augsburgo, Austria
- 1976 7.ª Asamblea Mundial en Manila, Filipinas
- 1979 8.ª Asamblea Mundial en Roma, Italia
- 1982 9.ª Asamblea Mundial en Providence (Rhode Island),[7][8] Estados Unidos
- 1986 10.ª Asamblea Mundial en Loyola, España
- 1990 11.ª Asamblea Mundial en Guadalajara, México. Revisión de los Principios Generales.
- 1994 12.ª Asamblea Mundial en Hong Kong
- 1998 13.ª Asamblea Mundial en Itaici, Brasil
- 2003 14.ª Asamblea Mundial en Nairobi, Kenia
- 2008 15.ª Asamblea Mundial en Fátima, Portugal
- 2013 16.ª Asamblea Mundial en Beirut, Líbano. Se establecen orientaciones para la acción en cuatro fronteras discernidas de familia, globalización y pobreza, ecología y juventud.
- 2018 17.ª Asamblea Mundial en Buenos Aires, Argentina
- 2023 18.ª Asamblea Mundial en Amiens, Francia

## Frontera Familia
La CVX España ha ideado un método para crear y renovar el proyecto de pareja y familia denominado el Reloj de la Familia. Este método se ha replicado en diferentes países. Crear Familia es una plataforma presente en países de los cinco continentes. Está liderada por la Comunidad de Vida Cristiana, en colaboración con el Instituto Universitario de la Familia de la  Universidad Pontificia Comillas, así como la Universidad Católica del Uruguay.

## Programa de Formación MAGIS
El Programa de Formación Magis se realiza en la Comunidad de Vida Cristiana de América Latina desde 1997. Es un proceso de formación integral de 3 años y medio, que desarrolla una etapa preparatoria y tres Módulos: Cristología, Eclesiología y Espiritualidad Laical. Cada módulo cuenta además con temas especializados en ética cristiana, discernimiento sociopolítico, discernimiento para la misión, espiritualidad, sexualidad en tiempos presentes, análisis de la realidad, entre otros.

## Pastoral de la Diversidad Sexual
En 2010 fue fundada en Santiago de Chile la Pastoral de la Diversidad Sexual (PADIS+), una organización de laicos católicos bajo el alero de la CVX. En 2017 fue fundado PADIS Canarias en el Centro Loyola de Las Palmas de Gran Canaria, en España.